# Islas Santa María (Karnataka)

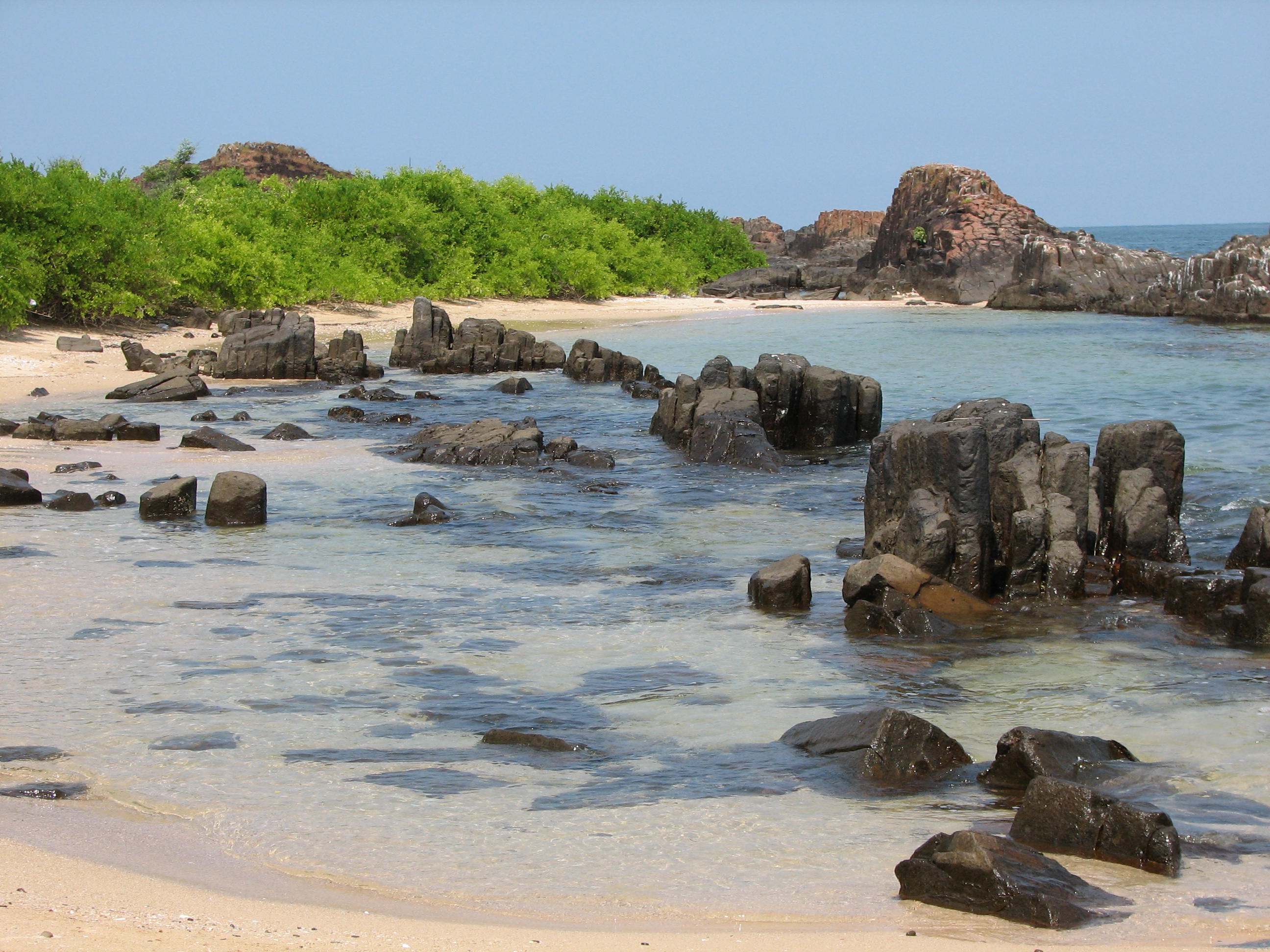
Columnas de lava basáltica de las islas Santa María

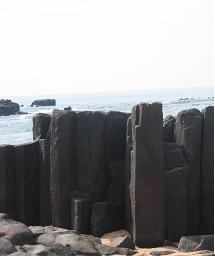
Columnas de lava basáltica

Las islas Santa María (en canarés: ಸೈಂಟ್ ಮೇರೀಸ್ ದ್ವೀಪ) también conocida como isla del Coco, son un conjunto de cuatro pequeñas islas en el mar Arábigo frente a las costas de Malpe en Udupi, estado de Karnataka, India. Son conocidas por su formación geológica distintiva de lava basáltica en forma de columnas basálticas.
Los estudios científicos indican que el basalto de las islas de Santa María se formó por una actividad subaérea y subvolcánica, porque creen que en ese momento Madagascar se adjuntó a la India. La dislocación de Madagascar se llevó a cabo alrededor de 88 Ma.
Las islas forman uno de los cuatro monumentos geológicos en el estado de Karnataka, del total de los 26 monumentos geológicos de la India, declarados así por el Servicio Geológico de la India en 2001. El monumento es considerado un sitio importante para el "Geo Turismo".
Según la leyenda popular, en el año 1498, el navegante Vasco da Gama desembarcó en las islas de Santa María en su viaje desde Portugal hasta la India, fijó una cruz en la isla y llamó a una de estas islas, «El Padrón de Santa María», como una dedicatoria a la Virgen María. Es a partir de este hecho que las islas obtuvieron su denominación actual.